# Ocotea uxpanapana
Ocotea uxpanapana là một loài thực vật thuộc họ Lauraceae. Đây là loài đặc hữu của México.